# João Vieira
João Vieira (ur. 20 lutego 1976 w Portimão) – portugalski lekkoatleta specjalizujący się w chodzie sportowym.
Międzynarodową karierę zaczynał w 1994 roku od startu w mistrzostwach świata juniorów. Rok później został zdyskwalifikowany i nie ukończył rywalizacji w mistrzostwach Europy juniorów. W 1997 pierwszy raz wziął udział w pucharze świata w chodzie sportowym zajmując w Podiebradach 27. miejsce. W Budapeszcie, w sierpniu 1998, zadebiutował w mistrzostwach Europy zajmując 20. miejsce. Był zdyskwalifikowany przez sędziów i nie ukończył chodu na mistrzostwach świata w Sewilli (1999). W roku 2000 zdobył srebro mistrzostw iberoamerykańskich i ostatecznie nie wystartował w igrzyskach olimpijskich w Sydney. Dwunaste miejsce przyniosły Portugalczykowi rozegrane w 2002 roku mistrzostwa Europy, a siedemnasty był w Paryżu podczas mistrzostw świata rok później. W Atenach w 2004 roku zadebiutował w igrzyskach olimpijskich zajmując 10. miejsce. Brązowy medalista mistrzostw Europy w Göteborgu w 2006 roku. Na mistrzostwach świata w Osace (2007) był 25, a w Pekinie rok później zajął 32. miejsce w igrzyskach olimpijskich. Na ulicach Berlina zajął 9. miejsce podczas kolejnych mistrzostw świata. W lipcu 2010 powtórzył sukces z Göteborga i ponownie zdobył brązowy medal mistrzostw Europy, 4 lata później na skutek nieprawidłowości w paszporcie biologicznym zwycięzcy chodu – Rosjanina Stanisława Jemieljanowa Vieira został przesunięty na 2. miejsce. Na Mistrzostwach świata w Moskwie był 4, ale ze względu na unieważnienie rezultatu zwycięzcy – Rosjanina Aleksandra Iwanowa w 2019 roku został przesunięty na 3 miejsce i otrzymał brąz. W 2019 roku również zdobył srebro Mistrzostw świata w Dosze w chodzie na 50 kilometrów.
Wielokrotny mistrz Portugalii w hali oraz w rywalizacji ulicznej.
Jego bratem bliźniakiem jest chodziarz Sérgio Vieira.

## Osiągnięcia

### Imprezy mistrzowskie
| Rok  | Impreza                                | Miejsce              | Konkurencja                 | Lokata      | Wynik      |
| ---- | -------------------------------------- | -------------------- | --------------------------- | ----------- | ---------- |
| 1994 | Mistrzostwa świata juniorów            | Lizbona              | chód na 10 000 m            | 11. miejsce | 42:26,17   |
| 1995 | Mistrzostwa Europy juniorów            | Nyíregyháza          | chód na 10 000 m            | –           | DSQ        |
| 1997 | Puchar świata w chodzie sportowym      | Podiebrady           | chód na 20 km               | 27. miejsce | 1:20:59    |
| 1998 | Mistrzostwa Europy                     | Budapeszt            | chód na 20 km               | 20. miejsce | 1:29:38    |
| 1999 | Puchar świata w chodzie sportowym      | Mézidon-Canon        | chód na 20 km               | 21. miejsce | 1:24:25    |
| 1999 | Mistrzostwa świata                     | Sewilla              | chód na 20 km               | –           | DSQ        |
| 2000 | Mistrzostwa iberamerykańskie           | Rio de Janeiro       | chód na 20 000 m            | 2. miejsce  | 1:26:37,78 |
| 2001 | Puchar Europy w chodzie sportowym      | Dudince              | chód na 20 km               | 15. miejsce | 1:22:52    |
| 2002 | Mistrzostwa Europy                     | Monachium            | chód na 20 km               | 12. miejsce | 1:31:55    |
| 2002 | Puchar świata w chodzie sportowym      | Turyn                | chód na 20 km               | 11. miejsce | 1:24:13    |
| 2003 | Puchar Europy w chodzie sportowym      | Czeboksary           | chód na 20 km               | 4. miejsce  | 1:21:01    |
| 2003 | Mistrzostwa świata                     | Paryż                | chód na 20 km               | 17. miejsce | 1:22:07    |
| 2004 | Igrzyska olimpijskie                   | Ateny                | chód na 20 km               | 10. miejsce | 1:22:19    |
| 2004 | Puchar świata w chodzie sportowym      | Naumburg (Saale)     | chód na 20 km               | 17. miejsce | 1:21:45    |
| 2006 | Mistrzostwa Europy                     | Göteborg             | chód na 20 km               | 3. miejsce  | 1:20:09    |
| 2006 | Puchar świata w chodzie sportowym      | A Coruña             | chód na 20 km               | 8. miejsce  | 1:20:33    |
| 2007 | Puchar Europy w chodzie sportowym      | Royal Leamington Spa | chód na 20 km               | 7. miejsce  | 1:20:42    |
| 2007 | Mistrzostwa świata                     | Osaka                | chód na 20 km               | 25. miejsce | 1:27:44    |
| 2008 | Igrzyska olimpijskie                   | Pekin                | chód na 20 km               | 32. miejsce | 1:25:05    |
| 2008 | Puchar świata w chodzie sportowym      | Czeboksary           | chód na 20 km               | 15. miejsce | 1:21:13    |
| 2009 | Puchar Europy w chodzie sportowym      | Metz                 | chód na 20 km               | –           | DNF        |
| 2009 | Mistrzostwa świata                     | Berlin               | chód na 20 km               | 9. miejsce  | 1:21:43    |
| 2010 | Mistrzostwa Europy                     | Barcelona            | chód na 20 km               | 2. miejsce  | 1:20:49    |
| 2011 | Mistrzostwa świata                     | Daegu                | chód na 20 km               | 14. miejsce | 1:23:26    |
| 2012 | Puchar świata w chodzie sportowym      | Sarańsk              | chód na 20 km               | 19. miejsce | 1:22:11    |
| 2012 | Igrzyska olimpijskie                   | Londyn               | chód na 20 km               | 11. miejsce | 1:20:41    |
| 2012 | Igrzyska olimpijskie                   | Londyn               | chód na 50 km               | –           | DNF        |
| 2013 | Puchar Europy w chodzie sportowym      | Dudince              | chód na 20 km               | 7. miejsce  | 1:23:03    |
| 2013 | Mistrzostwa świata                     | Moskwa               | chód na 20 km               | 3. miejsce  | 1:22:05    |
| 2014 | Drużynowe mistrzostwa świata w chodzie | Taicang              | chód na 20 km               | –           | DNF        |
| 2014 | Mistrzostwa Europy                     | Zurych               | chód na 20 km               | –           | DNF        |
| 2015 | Puchar Europy w chodzie                | Murcja               | chód na 20 km               | –           | DNF        |
| 2015 | Mistrzostwa świata                     | Pekin                | chód na 20 km               | 37. miejsce | 1:25:49    |
| 2016 | Drużynowe mistrzostwa świata w chodzie | Rzym                 | chód na 20 km               | 30. miejsce | 1:22:39    |
| 2016 | Igrzyska olimpijskie                   | Rio de Janeiro       | chód na 20 km               | 31. miejsce | 1:23:03    |
| 2016 | Igrzyska olimpijskie                   | Rio de Janeiro       | chód na 50 km               | –           | DNF        |
| 2017 | Puchar Europy w chodzie                | Podiebrady           | chód na 20 km               | 14. miejsce | 1:22:42    |
| 2017 | Mistrzostwa świata                     | Londyn               | chód na 50 km               | 11. miejsce | 3:45:28    |
| 2018 | Drużynowe mistrzostwa świata w chodzie | Taicang              | chód na 20 km               | 35. miejsce | 1:26:59    |
| 2018 | Mistrzostwa Europy                     | Berlin               | chód na 50 km               | –           | DNF        |
| 2019 | Puchar Europy w chodzie                | Olita                | chód na 50 km               | 3. miejsce  | 3:46:38    |
| 2019 | Mistrzostwa świata                     | Doha                 | chód na 50 km               | 2. miejsce  | 4:04:59    |
| 2021 | Igrzyska olimpijskie                   | Tokio                | chód na 50 km               | 5. miejsce  | 3:51:28    |
| 2022 | Mistrzostwa świata                     | Eugene               | chód na 35 km               | –           | DNF        |
| 2022 | Mistrzostwa Europy                     | Monachium            | chód na 20 km               | –           | DNS        |
| 2023 | Drużynowe mistrzostwa Europy w chodzie | Podiebrady           | chód na 20 km               | 10. miejsce | 1:22:08    |
| 2023 | Mistrzostwa świata                     | Budapeszt            | chód na 20 km               | 33. miejsce | 1:23:37    |
| 2023 | Mistrzostwa świata                     | Budapeszt            | chód na 35 km               | –           | DNF        |
| 2024 | Drużynowe mistrzostwa świata w chodzie | Antalya              | sztafeta mieszana w chodzie | 32. miejsce | 3:08:44    |
| 2025 | Drużynowe mistrzostwa Europy w chodzie | Podiebrady           | chód na 35 km               | 17. miejsce | 2:31:41    |

## Rekordy życiowe
- Chód na 10 000 metrów – 39:44,91 (30 lipca 2011, Lizbona), rekord Portugalii
- Chód na 20 kilometrów – 1:20:09 (8 sierpnia 2006, Göteborg), rekord Portugalii
- Chód na 35 kilometrów – 2:31:41 (18 maja 2025, Podiebrady), rekord Portugalii
- Chód na 50 kilometrów – 3:45:17 (4 marca 2012, Pontevedra), rekord Portugalii